# Brachymyrmex brevicornoeides
Brachymyrmex brevicornoeides é uma espécie de inseto do gênero Brachymyrmex, pertencente à família Formicidae.